# Cerdico de Wessex
Cerdico (em inglês antigo: Cerdic; em latim: Cerdicus; (467-534) foi o primeiro rei da Saxônia Ocidental (Wessex) de 519 até 534, além de ter sido o pai de Crioda (Creoda), Rei de Wessex. Exceto por Canuto, Hardacanuto, os dois Haroldo e Guilherme, o Conquistador, todos os soberanos da Inglaterra diziam ser descendentes de Cerdico.

## Contexto

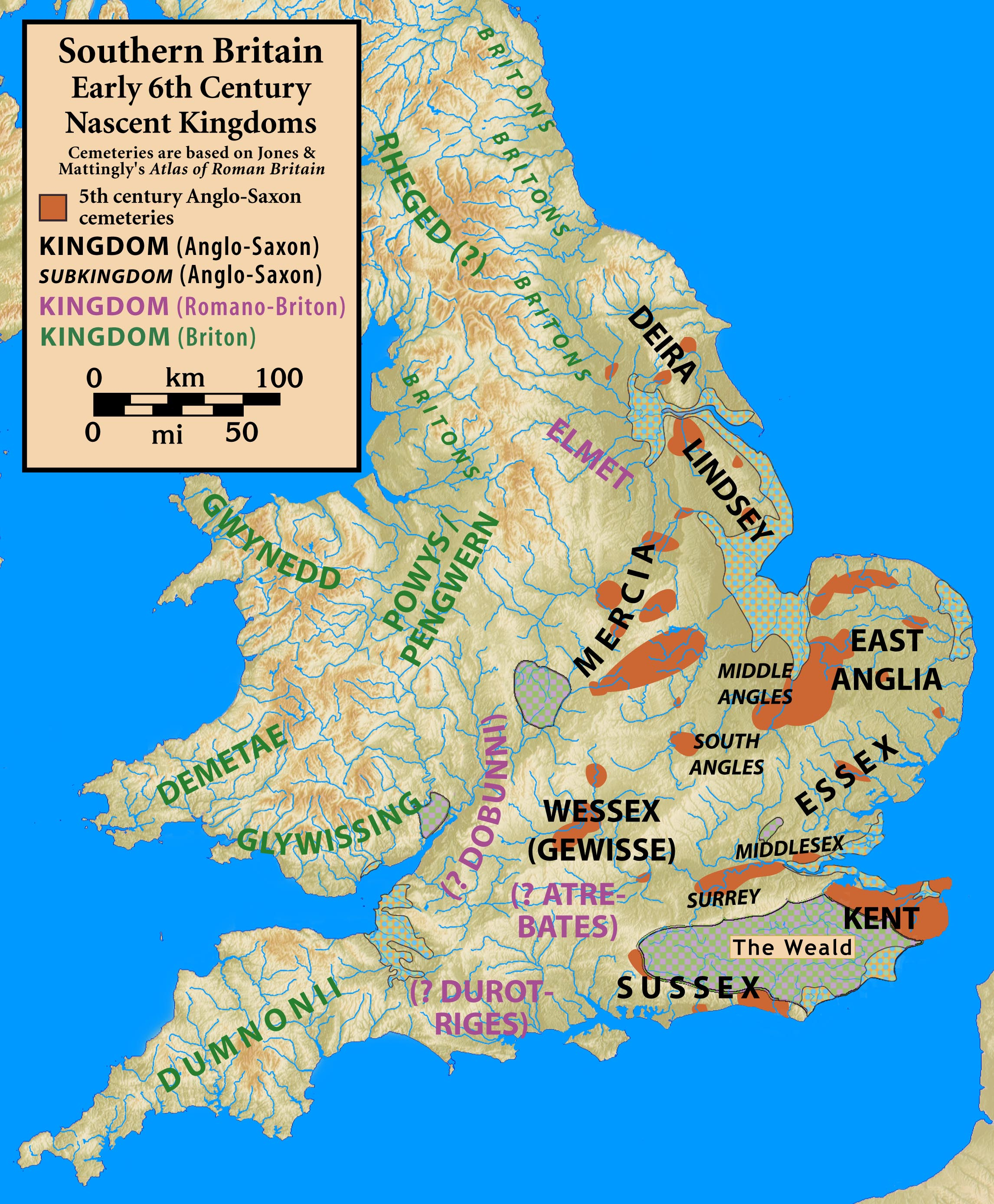
Britânia no início do século VI

A história do período sub-romano na Britânia é parcamente referida e está sujeita importantes desacordos entre historiadores. Ao que parece, contudo, os raides do século V na Britânia por povos continentais transformaram-se em migrações. Os recém-chegados eram anglos, saxões, jutos e frísios. Capturaram territórios no leste e sul da Britânia, mas perto do fim do século V, uma vitória britânica na Batalha do Monte Badonico parou o avanço anglo-saxão por 50 anos. Perto do ano 550, contudo, os britanos voltaram a perder terreno, e dentro de 25 anos, parece que quase todo o sul da ilha estava sob os invasores.
A paz que se seguiu ao Monte Badonico é atestada parcialmente pelo monge Gildas que escreveu a Sobre a Ruína e Conquista da Britânia (De Excidio et Conquestu Britanniae) durante meados do século VI. Esse ensaio é uma polêmica contra corrupção e Gildas fornece poucos nomes e datas. Ele parece afirmar, contudo, que a paz durou do ano de seu nascimento ao tempo que escrevia. A Crônica Anglo-Saxônica é a outra principal fonte que lida com esse período, em particular numa entrada ao ano 827 que registra uma lista de reis que usaram o título de bretualda (governante da Britânia). Aquela lista mostra uma lacuna no começo do século VI que corresponde à versão dos eventos de Gildas.

## Vida

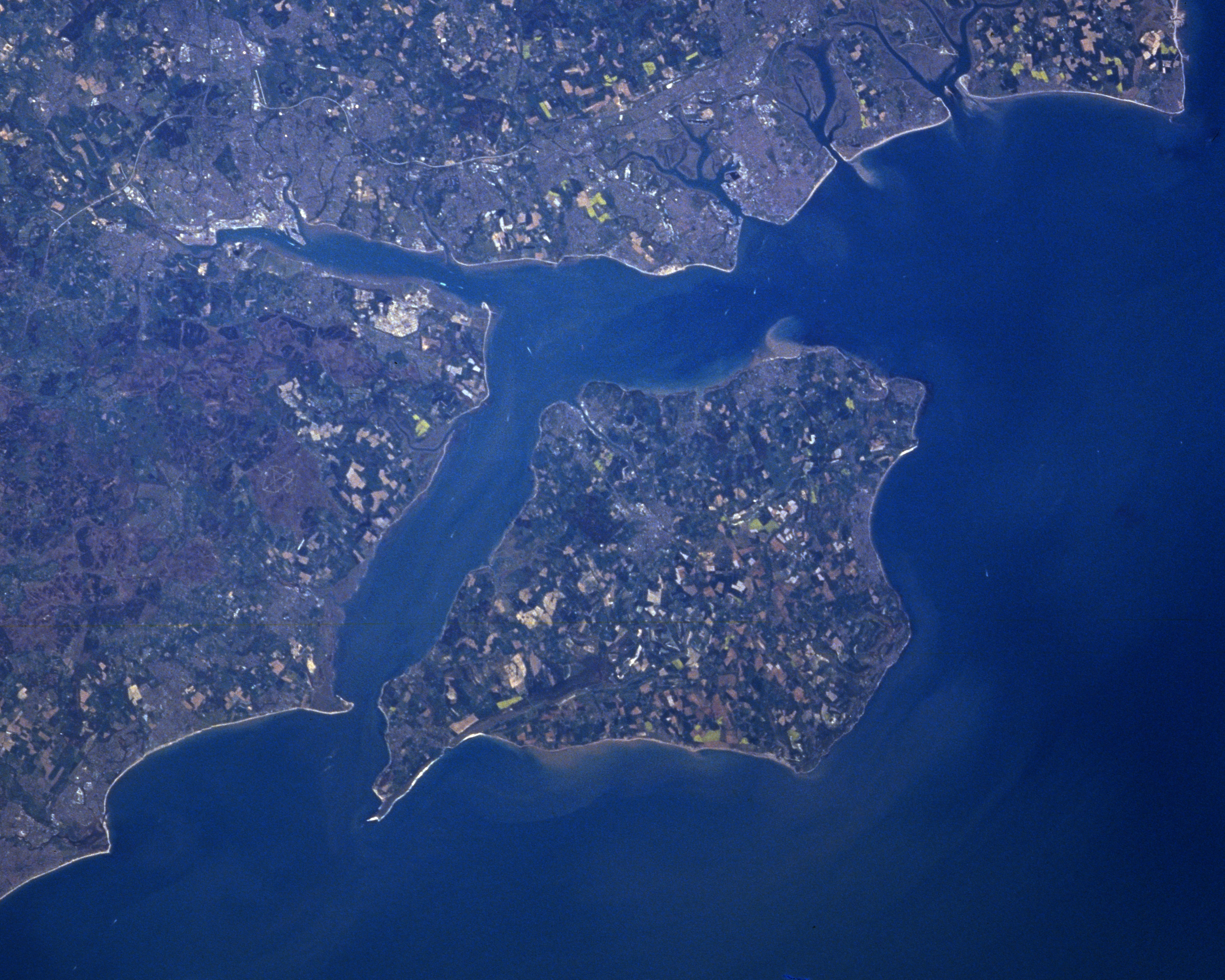
Vista aérea da ilha de Wight

Segundo a crônica, Cerdico aportou em Hantônia em 495 com seu filho Cínrico em 5 navios. Segundo a crônica, em 508, uma data que não deve ser considerada como confiável, Cerdico e Cínrico "mataram certo rei britânico chamado Natanleodo e 5 000 homens com ele – depois do que as terras até o Forde de Cerdico foram chamadas Natanleaga". O Forde de Cerdico foi associado com Charford na atual Hantônia, e Natanleaga com uma área pantanosa, Netley Marsh, próximo a cidade de Totton em Hantônia.
Fortalecido pela chegada de mais saxões, ganhou outra vitória em 519 no Forde de Cerdico e nesse ano ele assumiu o título de rei. Ao virar-se para oeste, Cerdico parece ter sido derrotado pelos britanos em 520 na Batalha do Monte Badonico e em 527 outra luta com os britanos é registrada. Sua última obra foi a conquista da ilha de Wight em 530, talvez no interesse de aliados jutos. Segundo a crônica, Cerdico morre em 534 e Cínrico sucede-lhe; acrescenta que "deram Wight aos netos, Estufo e Vitgar". Beda contradiz essa informação: segundo este, a ilha de Wight foi colonizada pelos jutos e não pelos saxões - uma versão que os vestígios arqueológicos parecem confirmar.
Segundo a crônica, a área de atuação de Cerdico era na área norte de Southampton, mas há fortes evidências arqueológicas que havia atividade anglo-saxã na área ao redor de Dorcéstria no Tâmisa fazendo com que pareça que a origem do Reino da Saxônia Ocidental seja mais complexa que a versão dada pelas tradições sobreviventes.